# Istituto Cesare Alfieri
L'Istituto Cesare Alfieri di Firenze, poi Facoltà di Scienze politiche "Cesare Alfieri" dell'Università degli Studi di Firenze e infine Scuola di scienze politiche "Cesare Alfieri" dell'Università degli Studi di Firenze, è una struttura universitaria per lo studio delle scienze politiche e sociali dedicata al diplomatico Cesare Alfieri, presidente del Senato del Regno.

## Storia
Carlo Alfieri di Sostegno convoca una riunione agli Uffizi il 15 giugno 1871 per discutere della fondazione di un istituto per l'insegnamento delle Scienze morali e politiche. Partecipano esponenti politici della Destra e del patriziato fiorentino. L'obiettivo è quello di formare una nuova classe dirigente più competente, introducendo nel processo di selezione elementi meritocratici e riducendo il peso derivante dalla posizione sociale, così da rendere più dinamico il meccanismo di accesso alle cariche pubbliche. La molteplicità delle funzioni statali, inoltre, rende necessaria la presenza di funzionari maggiormente specializzati. 
La scelta di Firenze come sede della scuola riflette il pensiero anti-centralista di Carlo Alfieri, sostenitore delle autonomie locali, per evitare che l'accentramento accresca il potere degli organismi burocratici a scapito dell'azione politica. Il modello a cui pensa è l'Ecole libre des sciences politiques, nata a Parigi nel 1871 ad opera di Émile Boutmy per formare una classe dirigente capace di guidare la neonata Terza Repubblica. 
Un secondo punto di riferimento è quello della Scuola di Manchester, che mira a educare un nuovo tipo di amministratore e di diplomatico in grado di affiancare alle competenze professionali, capacità di governo. Anche in relazione all'organizzazione della scuola, l'idea è quella del college inglese privo di regolamenti coattivi, in cui lo studente organizza liberamente l'orario di studio.

### La nascita della Scuola di scienze sociali
Nella riunione si decide di dare vita a una scuola di scienze sociali nell'ambito dell'Istituto di studi superiori pratici e di perfezionamento di Firenze. Quest'ultimo, però, fatica ad affermare la propria identità ed il Comune di Firenze, anche a causa del forte indebitamento, non approva la proposta di Alfieri, che fonda, così, una scuola autonoma basata sull'iniziativa privata. Dal 1875 fino al 1888 la scuola viene finanziata direttamente dai soci fondatori.
Convinto della necessità di rafforzare il suo progetto,  Alfieri dà vita, nel 1873, alla Società italiana di educazione liberale, che riunisce nel comitato promotore, personalità politiche come Leopoldo Galeotti, Riccardo Dalla Volta, Manfredo Da Passano. 
Sulla carta l'istituzione è articolata in tre sezioni - elettorale e parlamentare, propaganda e pubblicità, educazione liberale per la nuova classe politica. Solo l'ultima sezione viene attivata. Il 21 novembre 1875,  dopo l'approvazione da parte del principe Umberto di Savoia dello Statuto della società italiana di educazione liberale, nasce, così, la Scuola di scienze sociali. Tra i fondatori si accende una discussione intorno alle finalità della scuola. Si polarizzano due linee di pensiero: un gruppo, sostenuto da Carlo Alfieri, intende formare i rampolli dell'aristocrazia alla vita politica, l'altro, rappresentato da Luigi Federico Menabrea, propone di orientare la formazione verso sbocchi professionali specifici, come la carriera diplomatica ed amministrativa. La tesi sostenuta da Alfieri prevale e, nei primi anni di vita dell'Istituto, viene offerta agli studenti un'educazione liberale dalle prospettive concrete incerte.
L'istituto si propone di dare una formazione di ampio respiro rivolta:
(Statuto della società fondatrice della Scuola di scienze sociali)
La scuola incontra l'ostilità dell'Istituto Superiore di studi pratici e di perfezionamento e dell'ambiente ecclesiastico a cui si aggiunge l'incomprensione dell'opinione pubblica. 
Molte delle aspirazioni dei fondatori sono quindi destinate a rimanere tali.

## Da Scuola di scienze sociali a Istituto Cesare Alfieri
Il programma ha durata triennale, con cinque materie per ogni anno:
- primo anno: diritto naturale, economia sociale, diritto civile, diritto costituzionale e storia delle costituzioni, letteratura politica;
- secondo anno: diritto costituzionale e storia delle costituzioni, economia sociale, letteratura politica, diritto amministrativo, diritto internazionale e storia delle relazioni internazionali;
- terzo anno: diritto amministrativo, diritto internazionale e storia delle relazioni internazionale, diritto commerciale e storia del commercio, diritto penale, storia del diritto.

Nel 1882 viene permesso ai diplomati di partecipare al concorsi per le carriere presso il Ministero dell'Interno e le prefetture. Nel 1888 vengono stipulate delle convenzioni con il comune e la provincia di Firenze per allocare al neo-istituto fondi pubblici. Il 24 maggio del 1888 la Scuola di scienze sociali diventa finalmente un'entità autonoma, intitolata al padre di Carlo Alfieri: l'Istituto di scienze sociali Cesare Alfieri.

## Facoltà di scienze politiche

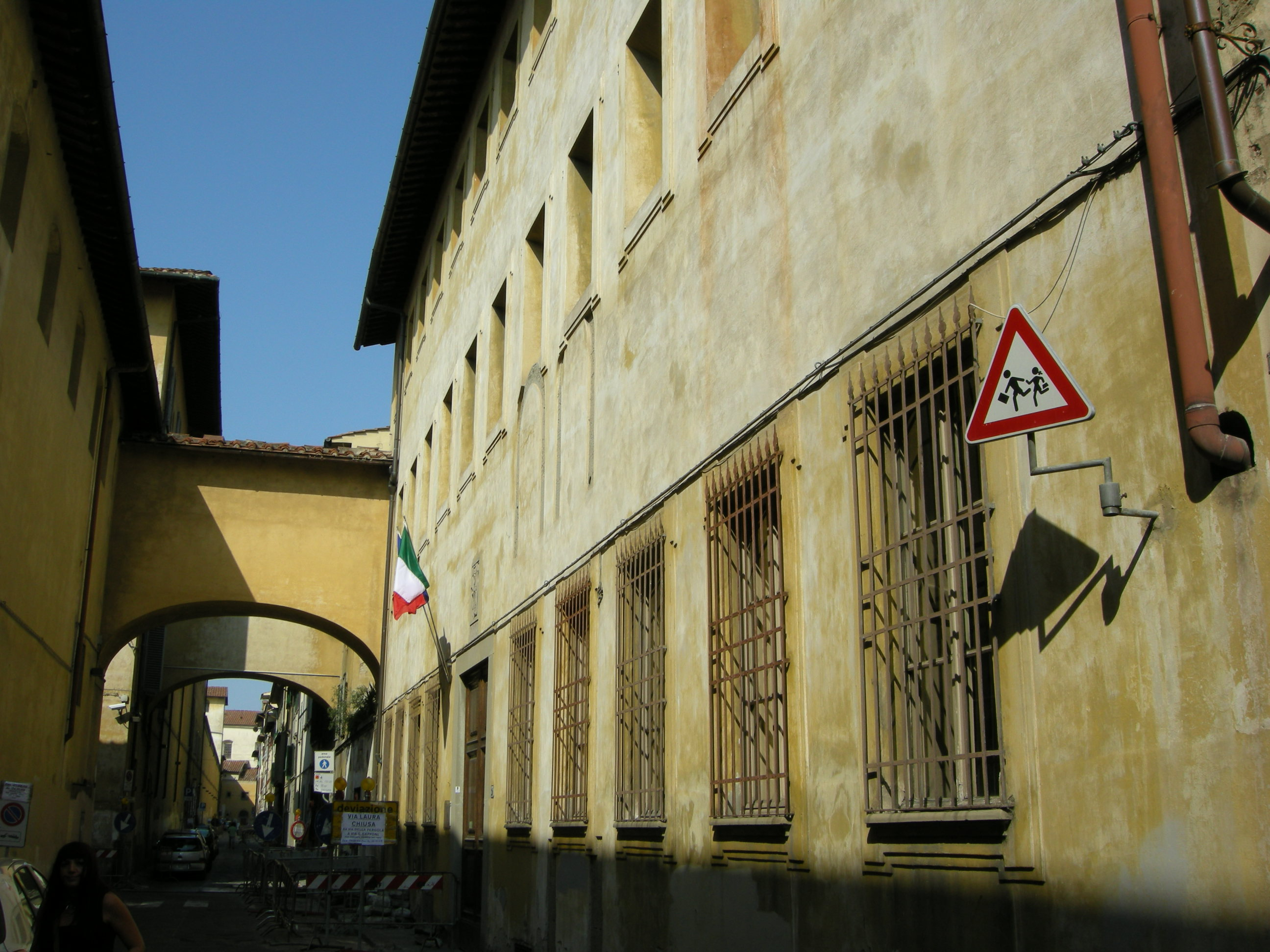
Via Laura, sede storica dell'Istituto

Nel 1919, l'Istituto torna nella sua sede storica, in via Laura, adibita, durante la prima guerra mondiale, a ospedale militare di riserva. Nel 1923 una riforma ne modifica la struttura. Il nuovo statuto, approvato nel 1924, trasforma l'istituto in università libera che conferisce la laurea in scienze sociali politiche ed economiche dopo quattro anni di corso ed è accessibile solo tramite la maturità scientifica o classica. Il programma prevede 21 materie obbligatorie. Nel 1928. vengono introdotti insegnamenti come scienza politica, storia coloniale, storia delle dottrine e delle istituzioni politiche. È previsto un primo biennio comune, seguito poi da un indirizzo amministrativo-sindacale, uno diplomatico consolare e uno coloniale.
L'istituto è coinvolto nel processo di aggregazione in università degli Istituti di istruzione superiore, diventando Facoltà di scienze politiche e perdendo molta della sua autonomia organizzativa. Dalla scissione della sua sezione economica, nasce la facoltà di economia e commercio della stessa università. È la più antica scuola di Scienze politiche d’Italia. In Europa condivide il primato con l'Istituto di studi politici di Parigi,  essendo nate entrambe nel 1875.
Dal 2011 fa parte del Dipartimento di Scienze Politiche e Sociali (DSPS) dell'Università di Firenze.

### Sede
Fin dalla sua fondazione, l'Istituto Cesare Alfieri ha sede nei locali del cinquecentesco Convento della Crocetta, in Via Laura, nel centro storico di Firenze. L'edificio viene ristrutturato tra il 1949 e il 1956, dall'architetto Nello Baroni ed ospita anche la facoltà di Economia e commercio e, dal secondo dopoguerra,  la facoltà di Giurisprudenza. Dal 2004 la sede viene trasferita presso il Polo delle scienze sociali di Novoli, in Via delle Pandette, 21.